# Santa Úrsula
Santa Úrsula är en kommun i Spanien. Den ligger i provinsen Santa Cruz de Tenerife i den autonoma regionen Kanarieöarna i sydvästra delen av landet, 1 800 km sydväst om huvudstaden Madrid. Antalet invånare är 15 386 (2024). Santa Úrsula ligger på ön Teneriffa.